# Generaldirektion Umwelt
Die Generaldirektion Umwelt (kurz GD Umwelt) ist eine Generaldirektion der Europäischen Kommission und wurde mit dem Ziel gegründet, die Umwelt in Europa für heutige und künftige Generationen zu schützen, zu bewahren und zu verbessern. Ihre Schwerpunkte umfassen die zuerst vier und aktuell (Stand Juni 2019) drei Bereiche: Natur und biologische Vielfalt, natürliche Ressourcen und Abfall, Umwelt und Ressourcen sowie bis Februar 2010 den Klimawandel, der in ein eigenes Ressort Generaldirektion Klimapolitik ausgelagert wurde.

## Geschichte
Die Generaldirektion Umwelt war ursprünglich eine Unterabteilung der Generaldirektion Industrie und nahm 1973 ihre Arbeit mit fünf Bediensteten auf. Inzwischen unterstehen der Generaldirektion mehr als 500 Mitarbeiter. Der Kommissar für Umwelt ist derzeit Virginijus Sinkevičius, Leiter der Generaldirektion Umwelt ist seit 2025 Eric Mamer.

## Aufgaben
Zur Umsetzung ihrer Ziele entwirft die Generaldirektion Umwelt politische Strategien (z. B. die EU-Biodiversitätsstrategie) und Rechtsvorschriften (z. B. Natura 2000) für den Umweltschutz, die dem Erhalt und der Verbesserung der Lebensqualität dienen. Diese gewährleisten u. a.:
- den Schutz der natürlichen Lebensräume
- die Reinhaltung von Luft und Wasser
- eine ordnungsgemäße Abfallentsorgung
- eine Auseinandersetzung mit globalen Herausforderungen, insbesondere mit dem Klimawandel und der Erhaltung der biologischen Vielfalt auf internationaler Ebene
- eine Unterstützung der europäischen Unternehmen in ihrem Bemühen um mehr Nachhaltigkeit
- die Einbeziehung von Umweltbelangen in andere Politikfelder der EU
- die Förderung von Wachstum in der EU, das den wirtschaftlichen, sozialen und ökologischen Bedürfnissen der EU-Bürger wie auch denen künftiger Generationen Rechnung trägt.[1][2][3]

Zudem stellt die Generaldirektion Umwelt sicher, dass die Mitgliedstaaten das bestehende Umweltrecht der Gemeinschaft korrekt anwenden. Ihr gegenwärtiges Mandat umfasst die Überwachung von mehr als 200 Umweltgesetzen, die auf europäischer Ebene in Kraft sind. Dazu unterstützt sie die Mitgliedstaaten bei der Umsetzung der Rechtsvorschriften und geht Beschwerden von EU-Bürgern und Nichtregierungsorganisationen nach. Die Kommission ist befugt, rechtliche Schritte einzuleiten, wenn der Verdacht besteht, dass gegen das europäische Umweltrecht verstoßen wird. Darüber hinaus vertritt die GD Umwelt die Europäische Union auf internationalen Konferenzen zu Umweltthemen, wie z. B. bei der Vertragsstaatenkonferenz zum Übereinkommen über die biologische Vielfalt (CBD).